# Communauté de communes du Vexin Normand
La communauté de communes du Vexin Normand est une communauté de communes française, située dans le département de l'Eure en Normandie.

## Historique
Dans le cadre des dispositions de la loi portant nouvelle organisation territoriale de la République (Loi NOTRe) du 7 août 2015, qui prévoit que les établissements publics de coopération intercommunale (EPCI) à fiscalité propre doivent avoir un minimum de 15 000 habitants, le préfet de l'Eure a arrêté un projet de Schéma départemental de coopération intercommunale (SDCI) qui prévoit notamment la fusion de : 

- communauté de communes du canton d'Étrépagny (10 800 habitants environ) ;

- communauté de communes Gisors-Epte-Lévrière (19 000 habitants environ) ;

afin de former un « ensemble homogène de 30 457 habitants, qui a déjà développé une culture communautaire dans le cadre du Pôle d’équilibre territorial rural du Vexin normand.
 Le rapprochement entre ces deux territoires sera, par ailleurs, facilité par la proximité des compétences exercées par les deux EPCI en matière de développement économique, d’aménagement du  
territoire  et de transports scolaires. Ce nouvel EPCI a aussi vocation à susciter l’adhésion des communes de l’Oise qui appartiennent au bassin de vie de Gisors ».
Après consultation des conseils municipaux et communautaires concernés,, la communauté de communes du Vexin Normand est ainsi créée par un arrêté préfectoral du 16 décembre 2016 qui a pris effet le 1er janvier 2017,.
Le 1er janvier 2018, l'intercommunalité intègre 5 communes supplémentaires, :

- Boury-en-Vexin et Courcelles-lès-Gisors, communes de l'Oise, qui quittent la communauté de communes du Vexin-Thelle, 

- Bézu-la-Forêt, provenant de la communauté de communes de Lyons Andelle

- Martagny, provenant de la communauté de communes des Quatre Rivières, située principalement   dans la Seine-Maritime.

- Château-sur-Epte, issue de Seine Normandie Agglomération, 

rendant ainsi l'intercommunalité interdépartementale et interrégionale et augmentant la population du Vexin normand de 2 200 habitants environ.
Le 31 mars 2018, les communes de Boury-en-Vexin et Courcelles-lès-Gisors, ont réintégré la communauté de communes du Vexin-Thelle.

## Territoire communautaire

### Géographie
Située dans le nord-est du département de l'Eure, la communauté de communes du Vexin Normand regroupe 39 communes et s'étend sur 346,1 km2.

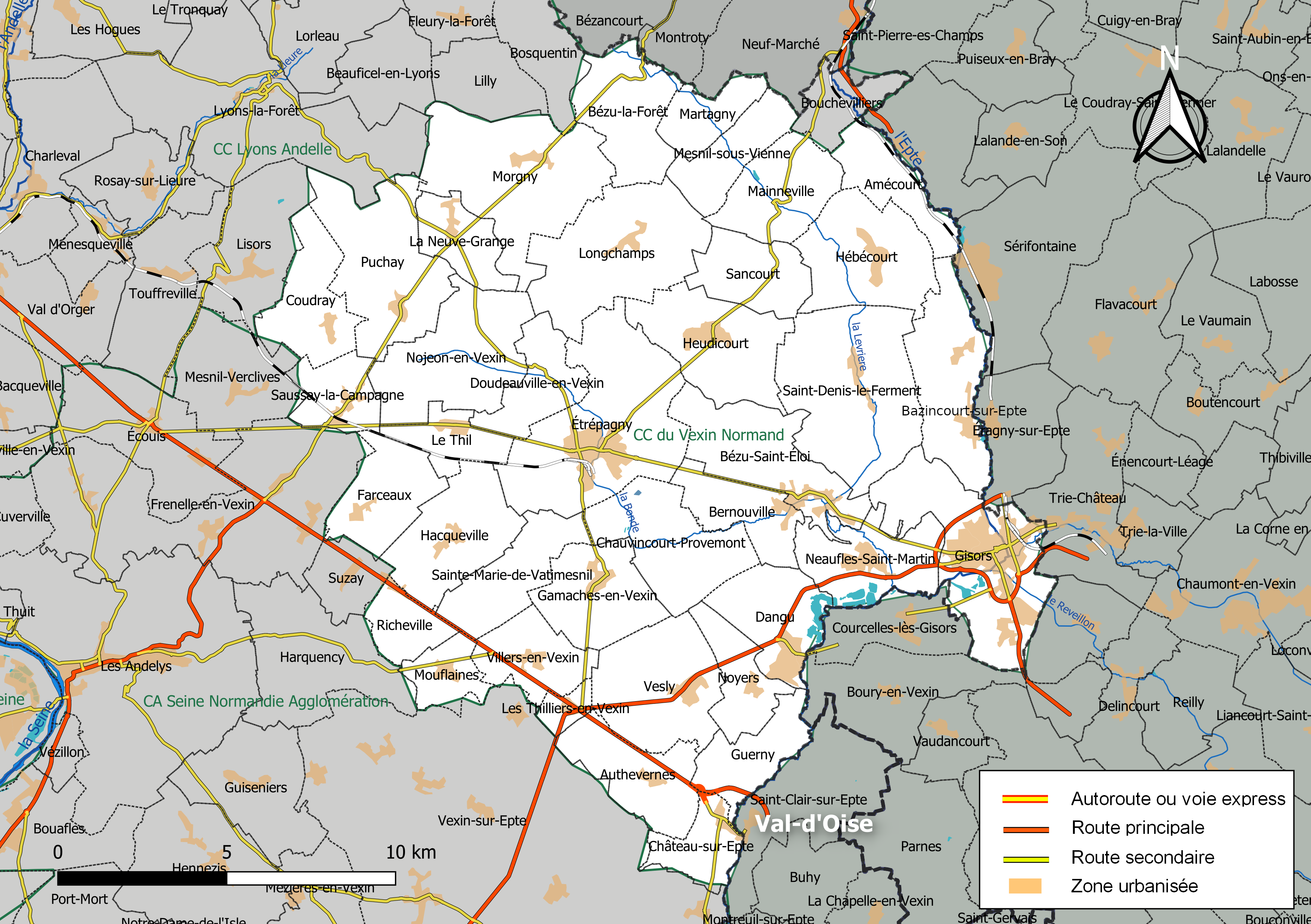
Carte de la communauté de communes du Vexin Normand au 1er janvier 2019.

### Composition
La communauté de communes est composée des 39 communes suivantes :

| Nom                        | Code Insee | Gentilé                      | Superficie (km2) | Population (dernière pop. légale) | Densité (hab./km2) |
| -------------------------- | ---------- | ---------------------------- | ---------------- | --------------------------------- | ------------------ |
| Étrépagny (siège)          | 27226      | Sterpinaciens                | 20,38            | 3 677 (2022)                      | 180                |
| Amécourt                   | 27010      | Amécourtois                  | 6,01             | 174 (2022)                        | 29                 |
| Authevernes                | 27026      | Authevernois                 | 8,15             | 466 (2022)                        | 57                 |
| Bazincourt-sur-Epte        | 27045      | Bazincourtois                | 11               | 780 (2022)                        | 71                 |
| Bernouville                | 27059      | Bernouvillois                | 6,12             | 317 (2022)                        | 52                 |
| Bézu-la-Forêt              | 27066      | Baciviens                    | 8,98             | 289 (2022)                        | 32                 |
| Bézu-Saint-Éloi            | 27067      | Baciviens                    | 11,42            | 1 616 (2022)                      | 142                |
| Château-sur-Epte           | 27152      | Casteleptiens                | 4,6              | 626 (2022)                        | 136                |
| Chauvincourt-Provemont     | 27153      | Chauvincourtois-Provemontois | 10,83            | 393 (2022)                        | 36                 |
| Coudray                    | 27176      | Coudréens                    | 7,78             | 217 (2022)                        | 28                 |
| Dangu                      | 27199      | Dangérois                    | 7,97             | 542 (2022)                        | 68                 |
| Doudeauville-en-Vexin      | 27204      | Doudeauvillais               | 5,85             | 265 (2022)                        | 45                 |
| Farceaux                   | 27232      | Farceliens                   | 7,56             | 343 (2022)                        | 45                 |
| Gamaches-en-Vexin          | 27276      | Gamachais                    | 8,68             | 290 (2022)                        | 33                 |
| Gisors                     | 27284      | Gisorsiens                   | 16,67            | 12 395 (2022)                     | 744                |
| Guerny                     | 27304      | Guernysiens                  | 6,03             | 155 (2022)                        | 26                 |
| Hacqueville                | 27310      | Hacquevillais                | 9,81             | 403 (2022)                        | 41                 |
| Hébécourt                  | 27324      | Hébécourtois                 | 11,24            | 634 (2022)                        | 56                 |
| Heudicourt                 | 27333      | Heudicourtois                | 10,73            | 723 (2022)                        | 67                 |
| Longchamps                 | 27372      | Longchampains                | 15,43            | 685 (2022)                        | 44                 |
| Mainneville                | 27379      | Mainnevillois                | 8,14             | 460 (2022)                        | 57                 |
| Martagny                   | 27392      |                              | 4,38             | 136 (2022)                        | 31                 |
| Mesnil-sous-Vienne         | 27405      | Mesnilois                    | 5,72             | 101 (2022)                        | 18                 |
| Morgny                     | 27417      | Morgnysiens                  | 17,37            | 663 (2022)                        | 38                 |
| Mouflaines                 | 27420      | Mouflainois                  | 3,75             | 162 (2022)                        | 43                 |
| Neaufles-Saint-Martin      | 27426      | Neaufléens                   | 9,07             | 1 306 (2022)                      | 144                |
| La Neuve-Grange            | 27430      | Neuve-Grangeais              | 5,09             | 389 (2022)                        | 76                 |
| Nojeon-en-Vexin            | 27437      | Nojeonnais                   | 13,02            | 347 (2022)                        | 27                 |
| Noyers                     | 27445      | Nucériens                    | 5,37             | 251 (2022)                        | 47                 |
| Puchay                     | 27480      | Puchéens                     | 13,93            | 609 (2022)                        | 44                 |
| Richeville                 | 27490      | Richevillois                 | 3,92             | 266 (2022)                        | 68                 |
| Saint-Denis-le-Ferment     | 27533      | Dyonisiens                   | 18,01            | 502 (2022)                        | 28                 |
| Sainte-Marie-de-Vatimesnil | 27567      |                              | 7,35             | 268 (2022)                        | 36                 |
| Sancourt                   | 27614      | Sancourtois                  | 6,63             | 171 (2022)                        | 26                 |
| Saussay-la-Campagne        | 27617      |                              | 5                | 532 (2022)                        | 106                |
| Le Thil                    | 27632      | Thillois                     | 4,24             | 594 (2022)                        | 140                |
| Les Thilliers-en-Vexin     | 27633      | Thillierois                  | 1,57             | 493 (2022)                        | 314                |
| Vesly                      | 27682      | Veslissiens                  | 11,96            | 621 (2022)                        | 52                 |
| Villers-en-Vexin           | 27690      | Villersiens                  | 6,29             | 313 (2022)                        | 50                 |

### Démographie
| 1968   | 1975   | 1982   | 1990   | 1999   | 2007   | 2012   | 2017   |
| ------ | ------ | ------ | ------ | ------ | ------ | ------ | ------ |
| 20 484 | 21 282 | 22 428 | 25 408 | 28 326 | 30 482 | 31 461 | 32 048 |

## Administration

### Siège
La communauté de communes à son siège à Gisors, 5 rue Albert-Leroy CS 80039.
Toutefois, le conseil communautaire du 15 octobre 2020 a adopté le principe d'un déplacement de son siège Étrépagny, au 3, rue Maison-de-Vatimesnil, où se trouvent déjà une partie de ses services, afin « symboliquement  de  le  mettre  au  centre  du  territoire  communautaire » .

### Élus
L'intercommunalité  est administrée par son conseil communautaire, composé  de conseillers municipaux de chaque commune membre. Pour la mandature 2020-2026, le conseil communautaire est constitué de 70 conseillers communautaires, répartis sensiblement en fonction de la population de chaque commune, somme suit, : 

- 23 délégués pour Gisors ;

- 7 délégués pour Étrépagny ;

- 3 délégués pour Bézu-Saint-Éloi ;

- 2 délégués pour Neaufles-Saint-Martin ;

- 1 délégué ou son suppléant pour chacune des autres communes.
Au terme des élections municipales de 2020 dans l'Eure, le conseil communautaire reconstitué a élu son nouveau président, Alexandre Rassaërt, maire de Gisors, ainsi que ses 12 vice-présidents, qui sont : 
1. James Blouin, maire d'Authevernes, chargé de l'Administration Générale / Marchés / Ressources Humaines ;
2. Frédéric Cailliet, maire d'Étrepagny, chargé des travaux de voirie et de l'entretien des véhicules et du matériel ;
3. Élise Huin, conseillère municipale déléguée de Gisors, chargée du développement économique et touristique ;
4. Nicolas Laine, maire de Longchamps, chargé des solidarités territoriales / soutien à la ruralité (projet de territoire / mutualisation) ;
5. Annie Lefevre, maire de Vesly, chargée de la politique familiale : actions petite enfance, enfance, jeunesse ;
6. Franck Capron, conseiller municipal délégué de Gisors, chargé de la lecture publique / culture / médias
7. (élu non désigné) ;
8. Gilles Delon, maire de Dangu, chargé de l'aménagement de l'espace (urbanisme, SPANC, GEMAPI, PCAET) ;
9. Monique Cornu, conseillère municipale déléguée de Gisors, chargée des politiques sociales : accès aux soins et aux services ;
10. Didier Pinel, maire de la Neuve-Grange, chargé de la maintenance et gestion des équipements / relations avec les usagers ;
11. Nathalie Thébault, maire de Saint-Denis-le-Ferment, chargée de la communication / marketing territorial numérique
12. François Letierce,  maire d'Hébécourt, chargé des finances / budgets

### Liste des présidents
| Période       | Période                       | Identité           | Étiquette | Qualité |
| ------------- | ----------------------------- | ------------------ | --------- | --- |
| janvier 2017, | juillet 2020                  | Perrine Forzy      | UDI       | Secrétaire de mairie Maire de Gamaches-en-Vexin (1995 → 2020) Présidente de l'ex-communauté de communes du canton d'Étrépagny (2008 → 2016) Conseillère départementale de Gisors (2015 → ) Vice-présidente du conseil départemental de l'Eure (2017 → ) Officier de l'Ordre national du mérite |
| juillet 2020, | En cours (au 15 octobre 2020) | Alexandre Rassaërt | LR        | Collaborateur d'élus Maire de Gisors (2014 → 2022 ) Conseiller départemental de Gisors (2015 → ) Vice-président du conseil départemental de l'Eure (2015 → 2022 ) Président du conseil départemental de l'Eure (2022 → )                                                                       |

### Compétences
L'intercommunalité exerce les compétences qui lui ont été transférées par les communes membres, dans le cadre des dispositions du code général des collectivités territoriales.

### Régime fiscal et budget
La communauté de communes est un établissement public de coopération intercommunale à fiscalité propre.
Afin de financer l'exercice de ses compétences, l'intercommunalité perçoit la fiscalité professionnelle unique (FPU) – qui a succédé à la taxe professionnelle unique (TPU) – et assure une péréquation de ressources entre les communes résidentielles et celles dotées de zones d'activité.
Elle perçoit également une bonification de la dotation globale de fonctionnement (DGF), ainsi que la taxe de séjour, qui finance une partie des dépenses destinées à la promotion du tourisme.
Elle ne verse pas de dotation de solidarité communautaire (DSC) à ses communes membres.

## Projets et réalisations
Conformément aux dispositions légales, une communauté de communes a pour objet d'associer des « communes au sein d'un espace de solidarité, en vue de l'élaboration d'un projet commun de développement et d'aménagement de l'espace ».